# Abu Bakr
Abu Bakr, islamski kalif, * 573 Meka, † 634 Medina.
Od leta 632 je bil Mohamedov naslednik, sicer pa oče ene od njegovih žena, Ajše. Z vojsko je podvrgel arabska plemena, ki so odpadla od islama. Pridobil je nova ozemlja, ki so bila začetek arabskih osvajanj. Začel pa je tudi sestavljati Koran.